# Trasideo
Trasideo (... – V secolo a.C.) fu tiranno di Agrigento nel 472 a.C.

## Biografia
Figlio dell'emmenide Terone, durante la tirannia del padre ottenne il governo di Imera. Nonostante si fosse già comportato in modo dispotico, alla morte del padre, nel 472 a.C., divenne tiranno di Akragas ed Imera. Stando a Diodoro Siculo, nello stesso anno egli sarebbe stato sconfitto da Gerone, contro il quale aveva mosso guerra. In seguito alla deposizione di Trasideo, ad Agrigento venne istituito un governo democratico, destinato a durare fino alla conquista cartaginese del 406 a.C.